# داسبیو
داسبیو یک شهرک در جیبوتی است که در منطقه علی صبیح واقع شده‌است.

## خصوصیات
داسبیو ۷۰۰ نفر جمعیت دارد و ۵۸۱ متر بالاتر از سطح دریا واقع شده‌است.